# 白马关城址
白马关城址，位于中国甘肃省康县，为一个省级文物保护单位，类型为古遗址。
白马关城址的历史年代为清代。